# 斯韋德敦 (密歇根州)
斯韋德敦（英語：Swedetown）是位於美國密歇根州霍頓縣卡柳梅特特設鎮區的一個非建制地區。

## 地理
斯韋德敦所處的海拔為高於海平面376米（即1234英呎），而該地所採用的時區為UTC-5，即北美东部時區（EST）。同時該地設有夏令時間，為UTC-5調快一小時，即UTC-4（EDT）。